# مارتن بيكار
مارتن بيكار هو طاهي كندي، ولد في 26 نوفمبر 1966 في ريبنتينيي في كندا.